# Afroestadounidense
La población afroestadounidense compone el 12,4 % de la población total de los Estados Unidos de América, siendo esta la segunda minoría más grande luego de la población hispana. Parte de la población afroestadounidense desciende de los 388 000 esclavos importados a las colonias británicas de Norteamérica y su país posindependencia. Otra parte desciende de la inmigración voluntaria: en 2019 vivían en los Estados Unidos 4 490 000 negros inmigrantes en el país.
Desde la colonia hasta mediados del siglo xx, los afroestadounidenses se concentraban en el sureste de los Estados Unidos, pero en la actualidad se expanden a otras ciudades y regiones como Chicago, Nueva York, Nueva Jersey, Baltimore, Los Ángeles, Atlanta, Detroit, Nueva Orleans y Boston.

## Historia
Los primeros esclavos africanos llevados a los Estados Unidos fueron llevados a la colonia de Virginia, en 1619. Otro porcentaje de los afroestadounidenses es descendiente de la inmigración caribeña de mediados del siglo xx, en su mayoría procedente de países como Haití, Jamaica, Santa Lucía, Bermudas, Barbados, Trinidad y Tobago, Bahamas y República Dominicana.
El racismo en los Estados Unidos, se desarrolló principalmente en contra de los negros.
Entre 1865 y 1965, el sur de los Estados Unidos vivió un período donde se establecían diferentes derechos dependiendo de la raza. Abolida la esclavitud e influidos por las ideologías racistas, se crea un sistema de segregación racial en el que los blancos anglosajones establecieron su supremacía sobre los negros.
Después de la guerra civil (1861-1865) los estados del sur, resentidos por su derrota, redactaron una serie de leyes para discriminar a las personas negras.

## Demografía

Pirámide poblacional de afroestadounidenses (censo de 2020)

La siguiente tabla sobre la población afroestadounidense en Estados Unidos a lo largo del tiempo muestra cómo los negros, en porcentaje de la población total estadounidense, disminuyeron hasta 1930 y han ido creciendo desde entonces.
| Año  | Número        | Porcentaje de la población total | Aumento (10 años) | Esclavos  | Cuota de esclavitud |
| ---- | ------------- | -------------------------------- | ----------------- | --------- | ------------------- |
| 1790 | 757,208       | 19.3% (máximo)                   | –                 | 697,681   | 92%                 |
| 1800 | 1,002,037     | 18.9%                            | 32.3%             | 893,602   | 89%                 |
| 1810 | 1,377,808     | 19.0%                            | 37.5%             | 1,191,362 | 86%                 |
| 1820 | 1,771,656     | 18.4%                            | 28.6%             | 1,538,022 | 87%                 |
| 1830 | 2,328,642     | 18.1%                            | 31.4%             | 2,009,043 | 86%                 |
| 1840 | 2,873,648     | 16.8%                            | 23.4%             | 2,487,355 | 87%                 |
| 1850 | 3,638,808     | 15.7%                            | 26.6%             | 3,204,287 | 88%                 |
| 1860 | 4,441,830     | 14.1%                            | 22.1%             | 3,953,731 | 89%                 |
| 1870 | 4,880,009     | 12.7%                            | 9.9%              | –         | –                   |
| 1880 | 6,580,793     | 13.1%                            | 34.9%             | –         | –                   |
| 1890 | 7,488,788     | 11.9%                            | 13.8%             | –         | –                   |
| 1900 | 8,833,994     | 11.6%                            | 18.0%             | –         | –                   |
| 1910 | 9,827,763     | 10.7%                            | 11.2%             | –         | –                   |
| 1920 | 10,5 millones | 9.9%                             | 6.8%              | –         | –                   |
| 1930 | 11,9 millones | 9.7% (mínimo)                    | 13%               | –         | –                   |
| 1940 | 12,9 millones | 9.8%                             | 8.4%              | –         | –                   |
| 1950 | 15,0 millones | 10.0%                            | 16%               | –         | –                   |
| 1960 | 18,9 millones | 10.5%                            | 26%               | –         | –                   |
| 1970 | 22,6 millones | 11.1%                            | 20%               | –         | –                   |
| 1980 | 26,5 millones | 11.7%                            | 17%               | –         | –                   |
| 1990 | 30,0 millones | 12.1%                            | 13%               | –         | –                   |
| 2000 | 34,6 millones | 12.3%                            | 15%               | –         | –                   |
| 2010 | 38,9 millones | 12.6%                            | 12%               | –         | –                   |
| 2020 | 41,1 millones | 12.4%                            | 5.6%              | –         | –                   |

En 1990, la población afroestadounidense alcanzaba los 30 millones y representaba el 12% de la población estadounidense, casi el mismo porcentaje que en 1900.